# خوسيه إيفان رودريغيز
خوسيه إيفان رودريغيز (بالإسبانية: José Iván Rodríguez)‏ هو لاعب كرة قدم مكسيكي، (ولد في موريليا في المكسيك 1996  م). لعب مع كلوب ليون.

## روابط خارجية
- خوسيه إيفان رودريغيز على موقع قاعدة بيانات كرة القدم.إي يو (الإنجليزية)
- خوسيه إيفان رودريغيز على موقع ناشيونال فوتبول تيمز (الإنجليزية)
- خوسيه إيفان رودريغيز على موقع Soccerway.com (الإنجليزية)